# Tyklio ežeras ir Tyklės miškas
Tyklio ežeras ir Tyklės miškas este o arie protejată (sit de importanță comunitară — SCI) din Lituania întinsă pe o suprafață de 94 ha, integral pe uscat.

## Localizare
Centrul sitului Tyklio ežeras ir Tyklės miškas este situat la coordonatele 55°45′27″N 22°35′02″E / 55.7574°N 22.5839°E.

## Înființare
Situl Tyklio ežeras ir Tyklės miškas a fost declarat sit de importanță comunitară în august 2016 pentru a proteja un număr necunoscut de specii din flora spontană și fauna sălbatică aflate în arealul zonei.

## Biodiversitate
Situată în ecoregiunea boreală, aria protejată conține 4 habitate naturale: Ape puternic oligomezotrofe cu vegetație bentonică cu Chara spp., Mlaștini alcaline, Păduri caducifoliate de mlaștină fino-scandinave, Mlaștini împădurite.
La baza desemnării sitului se află un număr nedeclarat de specii protejate.